# Lasionota cidburmeisteri
Lasionota cidburmeisteri – gatunek chrząszcza z rodziny bogatkowatych i podrodziny Buprestinae.

## Taksonomia
Gatunek ten opisany został po raz pierwszy w 2020 roku przez Mauricia Cid-Arcos i Juana F. Campodonico na łamach „Acta Entomologica Musei Nationalis Pragae”. Jako miejsce typowe wskazano Chile Chico w regionie Aysén południowego Chile. Epitet gatunkowy nadano na cześć Mauricia Cida Burmeistera, który odłowił większość materiału typowego.

## Morfologia
Samce osiągają do 13,3 do 14,5 mm długości i od 5 do 5,5 mm szerokości, zaś samice od 14 do 15,3 mm długości i od 5 do 5,7 mm szerokości ciała. Głowa jest gęsto i regularnie punktowana, długo, delikatnie, białawo owłosiona, o niewyłupiastych oczach złożonych i z niewyraźnym wciskiem między nimi. Czułki porośnięte są przeciętnie długimi, półwzniesionymi szczecinkami i mają człony od czwartego wzwyż piłkowane i zaopatrzone w dołki zmysłowe, a człony od piątego do dziesiątego niemal tak długie jak szerokie. Wyraźnie szersze niż dłuższe przedplecze jest porośnięte gęstymi, długimi, białymi włoskami, gęsto, bezładnie i grubiej niż głowa punktowane. Boki wierzchu przedplecza i jego podgięcia są jaskrawo czerwone z wyjątkiem metalicznie niebieskiej podstawy. Kąty tylne przedplecza są ostro wystające, a przed krawędziami bocznymi leży para głębokich wcisków. Pięciokątna tarczka jest metalicznie niebieska. Na niebieskoczarnych pokrywach widnieją cztery poprzeczne przepaski pomarańczowożółte, z których tylko pierwsza dochodzi do ich lekko wyniesionego szwu. Na szczycie pokryw brak ząbków przywierzchołkowych. Przedpiersie ma barwę jaskrawo czerwoną, odwłok zaś metalicznie błękitną. Ostatni z widocznych sternitów u samicy ma krawędź tylną półokrągłą, u samca zaś pośrodku wciętą. Genitalia samca cechują się rurkowatym edeagusem o klinowatym płacie środkowym i długich wklęśnięciach podłużnych w odsiebnych ⅔ długości paramer.

## Ekologia i występowanie
Owad neotropikalny, endemiczny dla Chile, znany tylko z miejsca typowego. Zasiedla stepowe rejony Patagonii.